# Sortosville-en-Beaumont
Sortosville-en-Beaumont település Franciaországban, Manche megyében. Lakosainak száma 302 fő (2022. január 1.). Sortosville-en-Beaumont La Haye-d’Ectot, Les Moitiers-d’Allonne, Saint-Maurice-en-Cotentin, Saint-Pierre-d’Arthéglise, Sénoville és Bricquebec-en-Cotentin községekkel határos.

## Népesség
A település népessége az elmúlt években az alábbi módon változott:
| Lakosok száma | 402  | 349  | 317  | 312  | 319  | 320  | 313  | 311  | 311  | 302  |
|               | 1968 | 1982 | 1990 | 2006 | 2013 | 2015 | 2017 | 2019 | 2020 | 2022 |